# Oberkirche (Bad Frankenhausen)

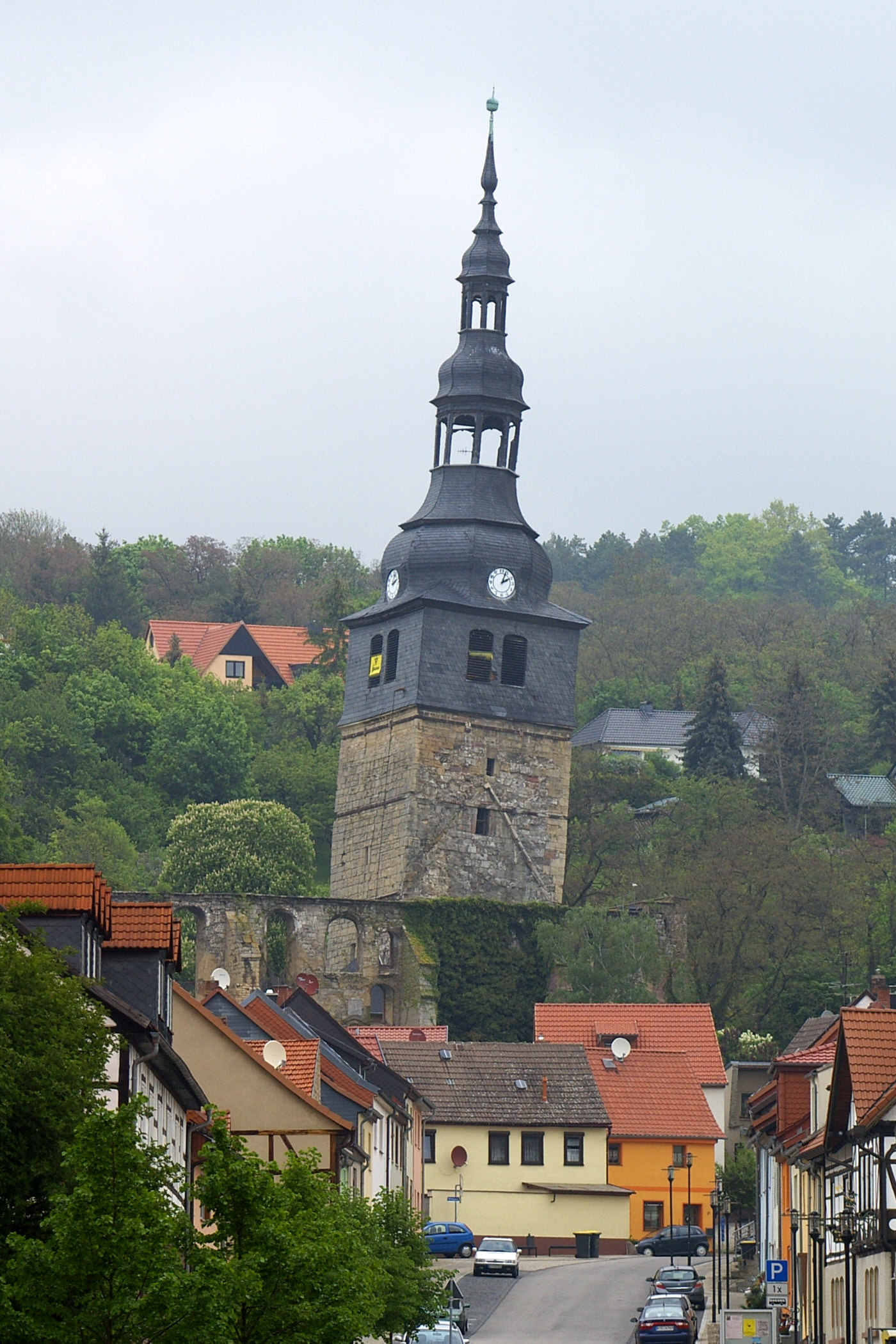
Oberkirche Bad Frankenhausen, Ansicht von Süden (2010)

Die Oberkirche (auch Kirche Unserer Lieben Frauen am Berge oder auch Bergkirche) ist eine evangelische Kirchenruine in Bad Frankenhausen im thüringischen Kyffhäuserkreis. Ihr schiefer Turm hat mit 4,6 Metern den größten Überhang aller deutschen Türme.

## Geschichte

### Bau und katholische Zeit
Die Kirche wurde am 25. April 1382 als Basilika im gotischen Stil fertiggestellt. Die Bruderschaft Corporis Christi (Leib Christi) ließ sie auf den Fundamenten einer verfallenen romanischen Anlage errichten. Lange Zeit bestimmte die Oberkirche das Bild Frankenhausens mehr als die anderen Kirchen der Stadt. Der älteste Teil des Kirchenschiffes war als Gewölbebau und mehrschiffiges Langhaus ausgeführt. Spitzbogige gotische Fenster und Türen zierten das Bauwerk. Der Turm hatte ursprünglich ein spitz zulaufendes Dach mit vier kleinen Seitentürmen. Zu ihren Glanzzeiten besaß die Oberkirche viele Altäre und verfügte über hohe Einkünfte.
Im Verlauf des Deutschen Bauernkriegs, dessen Schlacht bei Frankenhausen am 15. Mai 1525 oberhalb der Stadt tobte, wurde die Oberkirche beschädigt und geplündert. Die Schwarzburger Grafen waren im Grunde Martin Luthers Wirken gewogen, versuchten die Umsetzung der Reformation in ihren Landen aber zu unterbinden. Deshalb erlangten ihre Untertanen in dieser Region erst 1539 ihre Religionsfreiheit. Im gleichen Jahr fand in der Oberkirche der letzte katholische Gottesdienst statt. Danach wurde der erste protestantische Geistliche an die Kirche berufen.

### Vom Dreißigjährigen Krieg bis zum Ende des 19. Jahrhunderts
Im Dreißigjährigen Krieg (1618–1648) wurde die Oberkirche vom 21. bis 24. Oktober 1632 erneut geplündert. Bereits im Jahre 1692 wurde Baufälligkeit dokumentiert. Mangelnde Mittel waren die Ursache für eine sehr schleppende Sanierung. Besonders der Anblick von der Südseite zeugt noch heute von den regellos durchgeführten Veränderungen. Im Jahr 1724 konnte die erste Leichenpredigt in der sanierten Kirche gehalten werden, die am 14. September 1727 wieder eingeweiht wurde.
Im Siebenjährigen Krieg (1756–1763) plünderten durchziehende Truppen ein weiteres Mal die Kirche. Am 27. Mai 1759 fiel die Spitze des Oberkirchturms einem der vielen Stadtbrände zum Opfer. Ein Übergreifen auf das gesamte Kirchengebäude konnte zwar verhindert werden, aber Übereifrige richteten großen Schaden an, als sie die Pfeifen der Orgel herausrissen, um sie vor den Flammen zu retten. Bereits am 13. Juli 1760 wurde mit dem Neubau des oberen Turmteils begonnen, der am 22. August 1761 als barocker Bau beendet wurde. Dabei wurde der damals schon vorhandenen Schiefstellung des Turms bautechnisch entgegengewirkt. Die bei dem Brand vernichteten Glocken wurden 1765 ersetzt.
Während des französischen Eroberungsfeldzuges erlitt die Kirche 1806 neue Schäden, als 2678 gefangene Preußen unter der Bewachung von 300 Franzosen nach Frankenhausen gebracht wurden und Ober- und Unterkirche der Stadt als Gefangenenlager verwendet wurden. Das Kircheninnere war anschließend sanierungsbedürftig und die Orgel unbrauchbar. Eine neue Orgel und die notwendige Sanierung wurden durch Spenden finanziert und die neue Orgel am 1. Mai 1867 eingeweiht.

## Turm
Durch Gips- und Salzauslaugungen im tieferliegenden Erdreich ist die Spitze des mit einer barocken Haube mit zwei Laternen versehenen rund 56 m hohen Kirchturms um 4,60 m (= 4,93°) aus der Senkrechten geneigt (Stand 2013). Der Turm gehört damit zu den schiefsten Türmen Deutschlands. Gemessen am Überhang (Abweichung der Turmspitze vom Lot) hat er den höchsten Wert aller deutschen Türme. Er ist stärker geneigt als der Schiefe Turm von Pisa, der im Jahr 2011 eine Schiefstellung von 3,97° aufwies.

### Rettungs- und Sanierungsmaßnahmen

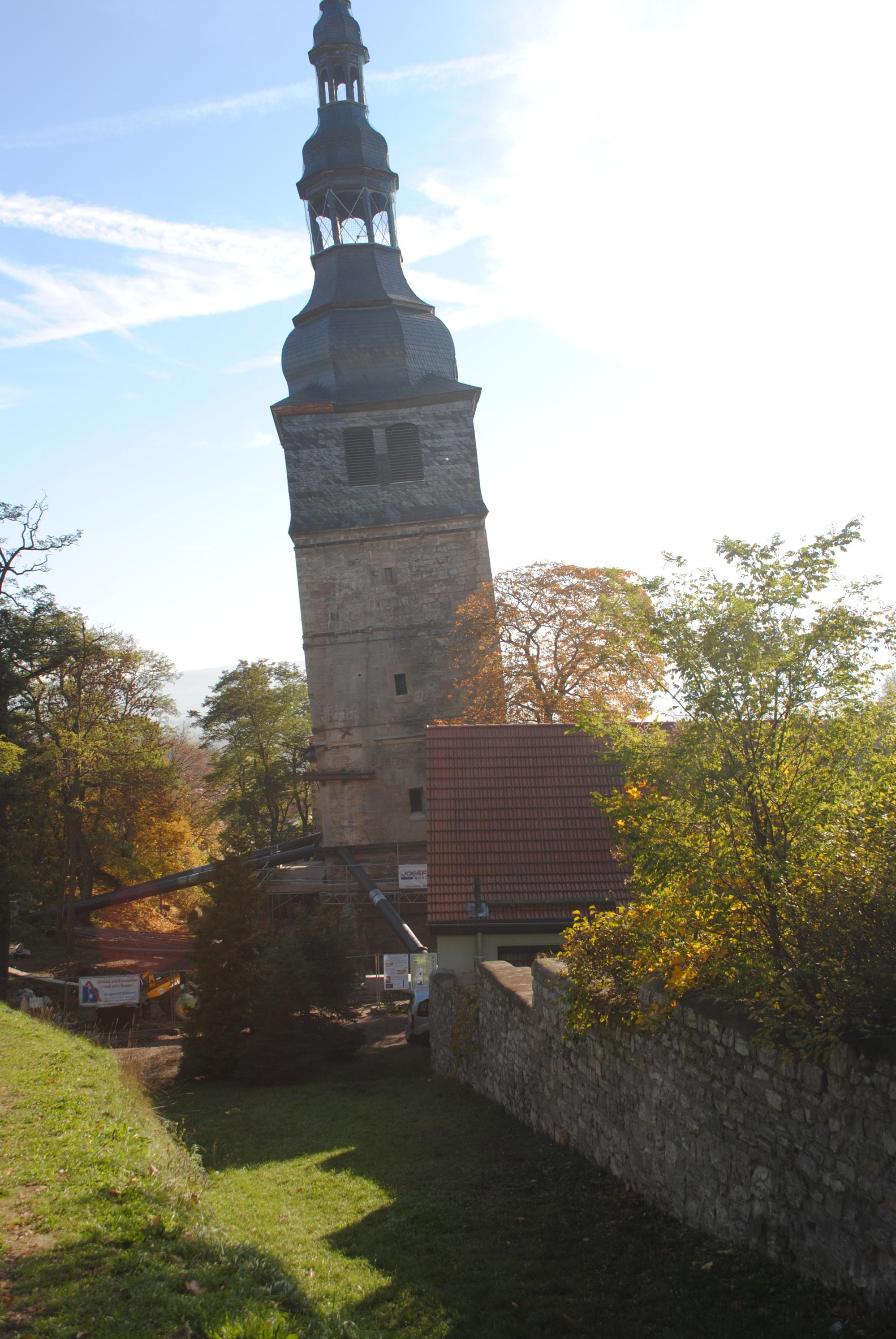
Oberkirche Bad Frankenhausen, Bauarbeiten am Sockel

Bereits bei der Errichtung der Kirche existierte eine geologische Störung, die sich im Verlauf der Schwedengasse am östlichen Rand des Bauplatzes durch eine rinnenförmige Senke im Hangbereich manifestiert und zuletzt im 19. Jahrhundert durch Schuttauffüllungen zeitweise einplaniert wurde. Im Jahr 1908 ereignete sich in 500 m Entfernung von der Kirche ein Tagbruch durch Auslaugung von oberflächennahen Gipshorizonten mit der Entstehung eines Erdfalls. Mit diesem Ereignis begann eine rasche Schrägstellung der Kirche, verursacht durch starkes Absacken von Erdmassen und die Störungen des Wasserabflusses in unmittelbarer Nähe des Standortes. Ein weiteres Indiz für die Instabilität des Baugrundes liefert die Existenz der Elisabethquelle, eine seit dem Mittelalter bekannte, in unmittelbarer Nähe bei der Kirche aus dem Boden tretende Heilwasserquelle. Aus Sorge um die Sicherheit der Kirchenbesucher wurde die Kirche 1908 geschlossen.
Erste Baumaßnahmen zum Stopp der Schiefstellung des Oberkirchturmes wurden 1911 durchgeführt. Dabei wurden vor der Nordostecke zwei etwa 11 m hohe Strebepfeiler aus Sandsteinquadern mit Beton- und Steinfüllung errichtet, die den Turm abstützen und einer weiteren Neigung entgegenwirken sollten. Dies erwies sich als kontraproduktiv, da diese Pfeiler nun zusätzlich auf den Untergrund pressten und sich sogar schneller senkten als der Turm, wie am aufklaffenden Spalt zwischen Pfeilern und Turm zu sehen war. Trotzdem wurde die Kirche am 8. Oktober 1911 erneut eingeweiht. Die große Glocke musste 1917 zusammen mit der mittleren Glocke zur Kriegsproduktion im Ersten Weltkrieg abgeliefert werden.
Im Frühjahr 1920 wurden erstmals Bohrungen zur Untersuchung der Untergrundverhältnisse durchgeführt. Dabei wurde eine Neigung des Turms gegen die Senkrechte von 5 cm auf 1 m Höhe festgestellt. Fünf Jahre später wurde das Gebäude wegen Einsturzgefahr baupolizeilich gesperrt und der Abriss erwogen. Ein Kostenvoranschlag aus dieser Zeit ergab, dass die Kosten für Abriss oder Sanierung etwa gleich hoch sein würden.
Georg Rüth von der Technischen Hochschule Dresden veranlasste zwischen September 1935 und März 1936 erfolgreiche Erhaltungsmaßnahmen an der Oberkirche: Ringanker aus Flacheisen wurden um den Turm gelegt und verbanden ihn von nun an mit dem Langhaus. Anschließend wurde der Ostgiebel der Kirche abgerissen, da er durch die unter ihm hindurchführende Erdspalte stark rissig geworden war. Er wurde durch einen in Leichtbauweise errichteten Giebel aus Bimsbeton-Hohlblocksteinen mit Eisenbetonskelett ersetzt. Am 27. Juni 1937 fand der Einweihungsgottesdienst in der wiederhergestellten Oberkirche statt.
Gegen Ende des Zweiten Weltkriegs wurde die Oberkirche als Arsenal der SS benutzt. Nachdem die alliierten Truppen die dort gehorteten Güter im Frühjahr 1945 zur Verteilung freigaben, wurde die Kirche durch die Bevölkerung erneut geplündert. Orgel, Fenster und Kircheninneres wurden dabei weitgehend zerstört. 1952 erhielten der Turm und die Südseite des Kirchenschiffes eine neue Schiefereindeckung. Wegen starken Schwammbefalls musste das Kirchendach jedoch schon 1962 wieder abgetragen werden. Die Bausubstanz wurde zur Beseitigung der Schwammschäden vollständig entkernt, ein Wiederaufbau des Kirchenschiffs unterblieb, so dass das Gebäude heute nur noch als Ruine erhalten ist.
Im Jahr 1984 wurde die gesamte Kirche durch die Staatliche Bauaufsicht des Kreises Artern (Bezirk Halle) gesperrt. Aus Sicherheitsgründen wurde der Abriss der barocken Turmhaube gefordert. Fehlende Kapazitäten verhinderten diesen jedoch. Nach erneuten Sicherungsmaßnahmen am Turm konnte die Vollsperrung am 9. September 1993 in eine Teilsperrung umgewandelt und am 12. September 1993 der erste Gottesdienst in der Ruine der Oberkirche abgehalten werden.
Nach Messungen der Hochschule Magdeburg-Stendal erreichte der Turm der Oberkirche im Jahr 2011 eine Gesamtneigung von mehr als 4,76°. Die Spitze des 56 m hohen Turms war damit 4,45 m in Richtung Nordost aus dem Lot. Dabei wies der Turmschaft sogar eine Neigung von 5,42° auf, da die Turmhaube 1761 bewusst gegenläufig schief aufgesetzt wurde. Eine Schiefstellung des Turms wurde im Jahre 1640 erstmals erwähnt. Ursache der Neigung sind nach den neuesten geologischen Untersuchungen Senkungserscheinungen östlich des Turmes. Die Annahme, dass sich aufgrund unterschiedlicher Bodenverhältnisse etwa diagonal unter dem Turm fester Felsen von losem Schotter trennt, aus dem im Laufe der Zeit der Gips ausgespült wurde, hat sich jedoch nicht bestätigt.
Bei den zu Beginn des 21. Jahrhunderts erfolgten Sanierungsmaßnahmen wurden die Stützpfeiler von 1911 wieder entfernt und aufgetretene Risse im Mauerwerk abgedichtet. Im Juni 2007 erhielt eine spezialisierte Tiefbaufirma den Auftrag zur Sanierung des Untergrundes unter dem Kirchturm, sie verdichtete ihn durch Einpressung von Flüssigbeton. Es gelang immerhin, die bisherige Senkungsgeschwindigkeit von 6 cm/Jahr zu verringern. Nach Abschluss der Arbeiten wurden noch immer Werte von 2 mm/Jahr gemessen.

### Abrisspläne und eine letzte Rettungschance
Experten haben errechnet, dass bei weiterer stetiger Neigung der Turm spätestens im Jahr 2092 komplett einstürzen würde. Weil das Gebäude gesperrt ist und ein weiterer Rettungsversuch mit mindestens 800.000 Euro zu Buche schlüge, fanden im Januar 2011 Verhandlungen zwischen der Evangelischen Kirche in Mitteldeutschland und der Unteren Denkmalschutzbehörde des Landkreises um eine Abrissgenehmigung statt. Zunächst erzielte man keine Einigung. Die Evangelische Landeskirche bot daraufhin an, die Ruine an die Stadt Bad Frankenhausen zu verschenken.
Inzwischen hat das Land Thüringen die Summe für einen weiteren Rettungsversuch bereitgestellt, die durch Gelder aus dem Etat der Stadt und Privatspenden auf 1,4 Millionen Euro erhöht werden soll. Mittels eines Korsetts und zweier Stützpfeiler soll die Seitwärtsbewegung aufgehalten und somit der Abriss verhindert werden. Anfang Dezember 2011 beschloss der Stadtrat den Erwerb von Kirche und zugehörigem Gelände, der zum symbolischen Preis von einem Euro erfolgte.
Von April 2015 bis Ende des Jahres erfolgte der Bau eines Stützkorsetts. Anschließend begann die Sanierung des Mauerwerks, die im Juli 2016 abgeschlossen wurde. 2018 wurde der Turmknopf erneuert.

### Touristische Erschließung
Für rund 12,4 Millionen Euro soll der Turm bis zum März 2025 für Besucher begehbar gemacht werden. Auch ein Besucherparkplatz und ein Informationszentrum sollen entstehen.